# Paolo Emiliani Giudici
Paolo Emiliani Giudici (Mussomeli, 13 giugno 1812 – Tonbridge, 8 settembre 1872) è stato uno scrittore, storico, critico letterario e storiografo italiano.

## Biografia

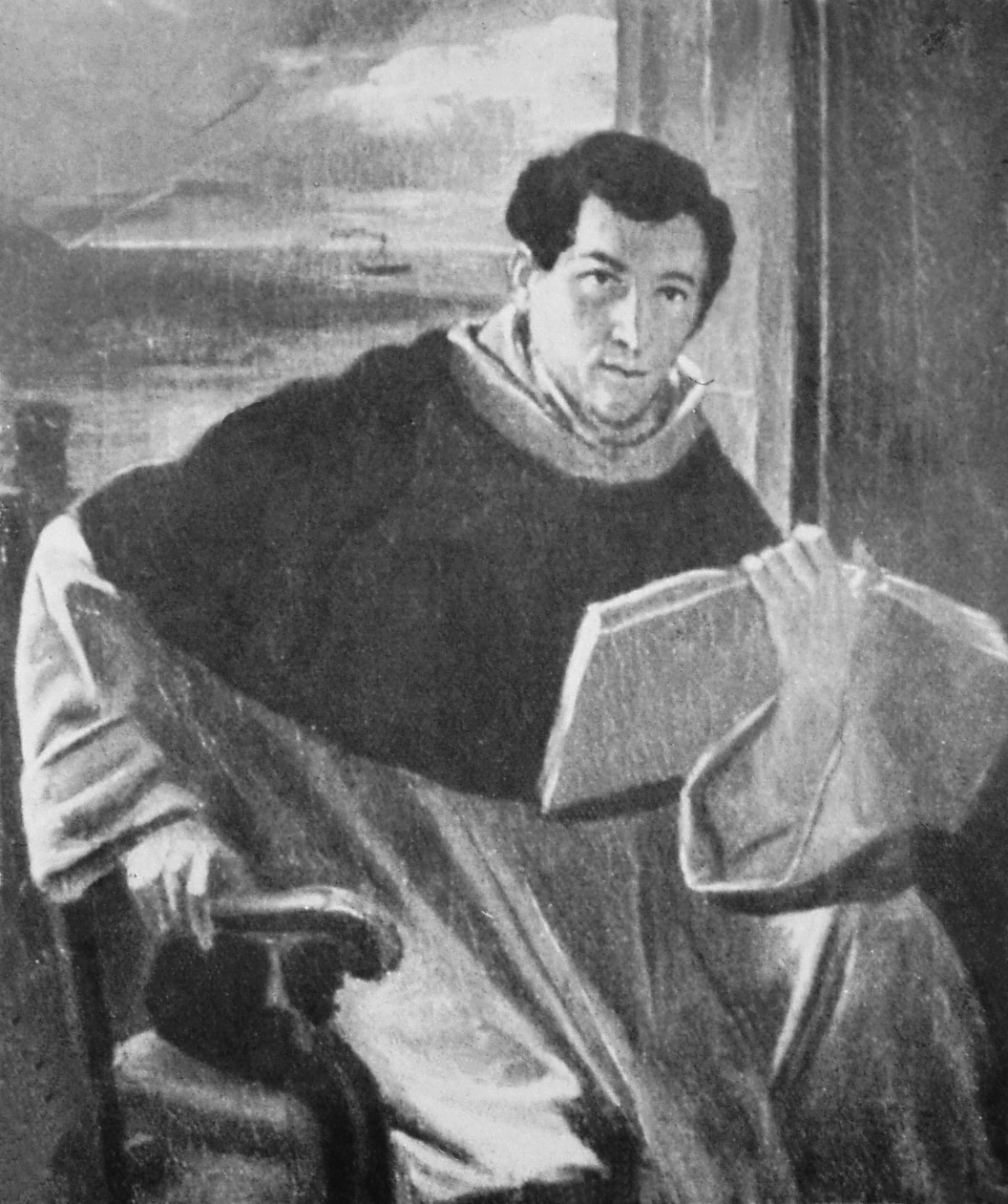
Ritratto di Fra Vincenzo, 1840 dipinto da Salvatore Lo Forte (opera dispersa)

Paolo Emiliani Giudici nacque nel 1812 a Mussomeli, provincia di Caltanissetta, da Salvatore del Giudice e Antonia Cinquemani. Compì i primi studi in paese avendo come precettore don Cataldo Lima e usufruendo della biblioteca famigliare. Fu avviato, come era uso nelle case aristocratiche isolane, alla vita religiosa nel convento di S. Zita dei domenicani di Palermo, dove prese nome di fra’ Vincenzo. Qui, nella ricca biblioteca, ampliò i suoi studi, imparando anche l'inglese, il francese e lo spagnolo. Conclusi gli studi, dal 1838-39 insegnò filosofia nello stesso convento. Dal 1836 al 1840, sviluppò il suo interesse per la pittura e l’incisione sotto i maestri V. Riolo e S. Lo Forte. Per le sue convinzioni politiche liberali nel 1840 fece domanda all'Ordine di secolarizzazione temporanea e nel luglio dell’anno successivo i superiori gliela concessero in perpetuo. Tentò, invano, di ottenere l'istituzione di una cattedra di Estetica nell'Università di Napoli. In quel periodo ottenne l'assegnazione di una pensione annua di 2.000 lire da parte di Annibale Emiliani, un mecenate livornese esule in Sicilia per le sue idee liberali. Il 18 aprile 1843 riuscì a lasciare Palermo dirigendosi prima a Napoli, di qui a Livorno e poi a Firenze per risiedervi. L'anno successivo fu adottato legalmente da Annibale Emiliani che lo nominò suo erede. Nello stesso 1844 pubblicò a Firenze la Storia delle belle lettere in Italia. Nel febbraio 1849, durante il governo provvisorio della Toscana, gli venne attribuito l'incarico dell'insegnamento di Eloquenza italiana presso l'Università di Pisa dal quale si dimise il 4 maggio dello stesso anno essendo caduto il governo provvisorio col ritorno del granduca. Nel decennio successivo si concentrò sui suoi studi. Nel giugno del 1859 cominciò a collaborare con alcuni giornali inglesi. Nello stesso anno fu nominato segretario dell'Accademia fiorentina di Belle Arti. Ruolo che abbandonò nel novembre 1863. 
Nel 1862 sposò Ann Alsanger una gentildonna inglese, di conseguenza risiedette in Inghilterra, a Silver Hill, pur mantenendo il domicilio legale a Firenze.
Nel nuovo stato unitario si presentò candidato nelle elezioni del 1865 per il collegio siciliano di Serradifalco ma fu battuto da un rivale. Si ripresentò nello stesso collegio nel marzo 1867 e ottenne la vittoria e in Parlamento andò a sedere tra i seguaci di Rattazzi. Scaduto il mandato non ottenne la designazione per rinnovare la candidatura per l'anno 1870. Nel 1867 fu nominato commendatore. 
Dal 1862 al 1872 viaggiò nei Paesi Bassi, Belgio, Austria e Spagna.
Morì in Inghilterra nel 1872.
La tomba è stata scoperta e fotografata il 29 gennaio 1972 da Giuseppe Messina (all'epoca studente di Lingue e letterature straniere presso l'Università di Palermo).

## Opere
- Storia delle Belle Lettere in Italia, 1844 (ristampata nel 1855 col titolo di "Storia della letteratura italiana")
- I quattro poeti italiani, con apposite prefazioni e commento di P. Emiliani-Giudici, 1845
- Florilegio dei lirici più insigni d'Italia, preceduto da un discorso di P. Emiliani-Giudici, 1846
- Beppe Arpia, 1851 (romanzo)
- Storia dei Comuni italiani, 1851-1855
- Storia del Teatro in Italia, 1860 (incompiuta)
- Storia politica dei Municipi italiani, 1864-1866
- La città dei Califfi (romanzo) edito a fascicoli dalla Casa Editrice G. Nerbini di Firenze (senza data)

### Traduzioni
- Thomas Babington Macaulay, Storia d'Inghilterra, tr. di Paolo Emiliani-Giudici, 2 voll., Firenze, Le Monnier, 1859-1860.

## Testi elettronici on-line
- Paolo Emiliani Giudici. Storia della letteratura italiana, Firenze, F. Le Monnier, II edizione, 1855: Vol. I , Vol. II
- Paolo Emiliani Giudici. Storia della letteratura italiana, Firenze, F. Le Monnier, IV edizione, 1865: Vol. I , vol. II
- Paolo Emiliani Giudici. Storia del teatro in Italia, Milano; Torino: Casa editrice italiana di M. Guigoni, 1860
- Paolo Emiliani Giudici. Storia dei Comuni italiani, Firenze, F. Le Monnier, 1864-1866, Vol. I , Vol. II , Vol. III
- Paolo Emiliani Giudici. Florilegio dei lirici più insigni d'Italia: volume unico, preceduto da un discorso di Paolo Emiliani-Giudici, Firenze, Poligrafia Italiana, 1848
- Torquato Tasso. Prose filosofiche di Torquato Tasso, a cura di Paolo Emiliani-Giudici, Firenze, A. Parenti, 1847, Vol. I  e II
- Gian Vincenzo Gravina, Prose, per cura di Paolo Emiliani-Giudici, Firenze, Barbera, Bianchi e Comp., 1857
- Paolo Emiliani Giudici, I quattro poeti italiani: con apposite prefazioni e commenti, Firenze, Società editrice fiorentina, 1845, pp. 980.